# Stuart Sutcliffe
Stuart Fergusson Victor Sutcliffe (* 23. Juni 1940 in Edinburgh, Schottland; † 10. April 1962 in Hamburg) war ein britischer Musiker. Er war kurzzeitig Bassist der Band The Silver Beetles bzw. The Beatles und Maler, dessen Stil sich am abstrakten Expressionismus orientierte. Er und Pete Best gehörten zu denjenigen, die als fünfte Beatles bezeichnet werden und als Musiker in der Band aktiv waren.

## Zeit bei den Beatles
Stuart Sutcliffe hatte früh Klavierunterricht und spielte etwas Gitarre. Er trat der Band The Silver Beetles im Januar 1960 (laut Erinnerung von Paul McCartney war es Weihnachten 1959) wegen seiner Freundschaft mit John Lennon bei, den er auf dem Liverpooler College of Art kennengelernt hatte. Lennon bewog ihn dazu, von einem Teil des Geldes, das er durch den Verkauf eines seiner Bilder bei einer Ausstellung von John Moores in Liverpool verdient hatte (oder von den 75 Pfund, die er als Kunstpreis gewonnen hatte), einen halbakustischen Höfner H500/5-Bass, auch „Reeperbahn“-Bass genannt, zu kaufen, obwohl Sutcliffe das Instrument gar nicht beherrschte.
Zu Beginn des Jahres 1960 bestand die Gruppe nun aus den vier festen Mitgliedern John Lennon, Paul McCartney, George Harrison und Stuart Sutcliffe sowie wechselnden Schlagzeugern. Auf der Bühne trugen sie überwiegend dunkle Kleidung oder Lederanzüge. Stuart Sutcliffe trug darüber hinaus eine dunkle Sonnenbrille und drehte sich oft vom Publikum bzw. der Kamera weg.
Im Mai 1960 begleiteten die Silver Beetles (ab Juli 1960 nannten sie sich Silver Beatles) den Sänger Johnny Gentle auf einer Schottland-Tournee, die durch die Vermittlung des Managers Larry Parnes zustande gekommen war. Sutcliffe gab sich den Künstlernamen Stuart de Staël, nach dem Maler Nicolas de Staël. Doch der erhoffte Durchbruch entwickelte sich zum Fiasko. Während der einwöchigen Reise musste sich die noch unbekannte Gruppe mit spärlichem Publikum, Hunger und Erschöpfung auseinandersetzen. Eines der zum Teil verwahrlosten Hotels musste wegen Geldmangels Hals über Kopf verlassen werden. Zudem wurde der damalige Schlagzeuger Tommy Moore bei einem Autounfall verletzt. Ab August 1960 verzichtete die Gruppe auf den Zusatz Silver im Namen und nannte sich fortan The Beatles.

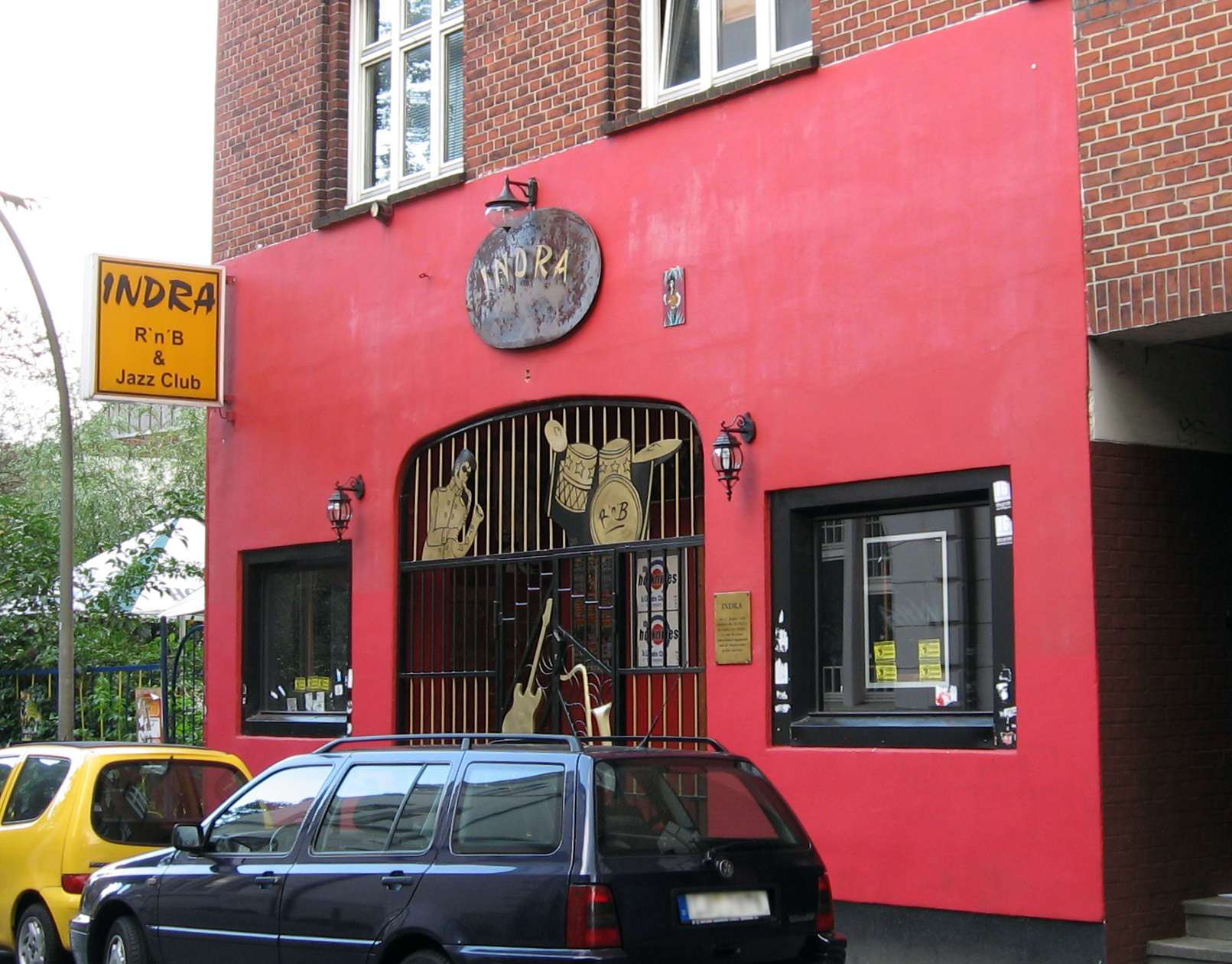
Der Indra-Club: Die Beatles spielten dort vom 17. August bis zum 3. Oktober 1960

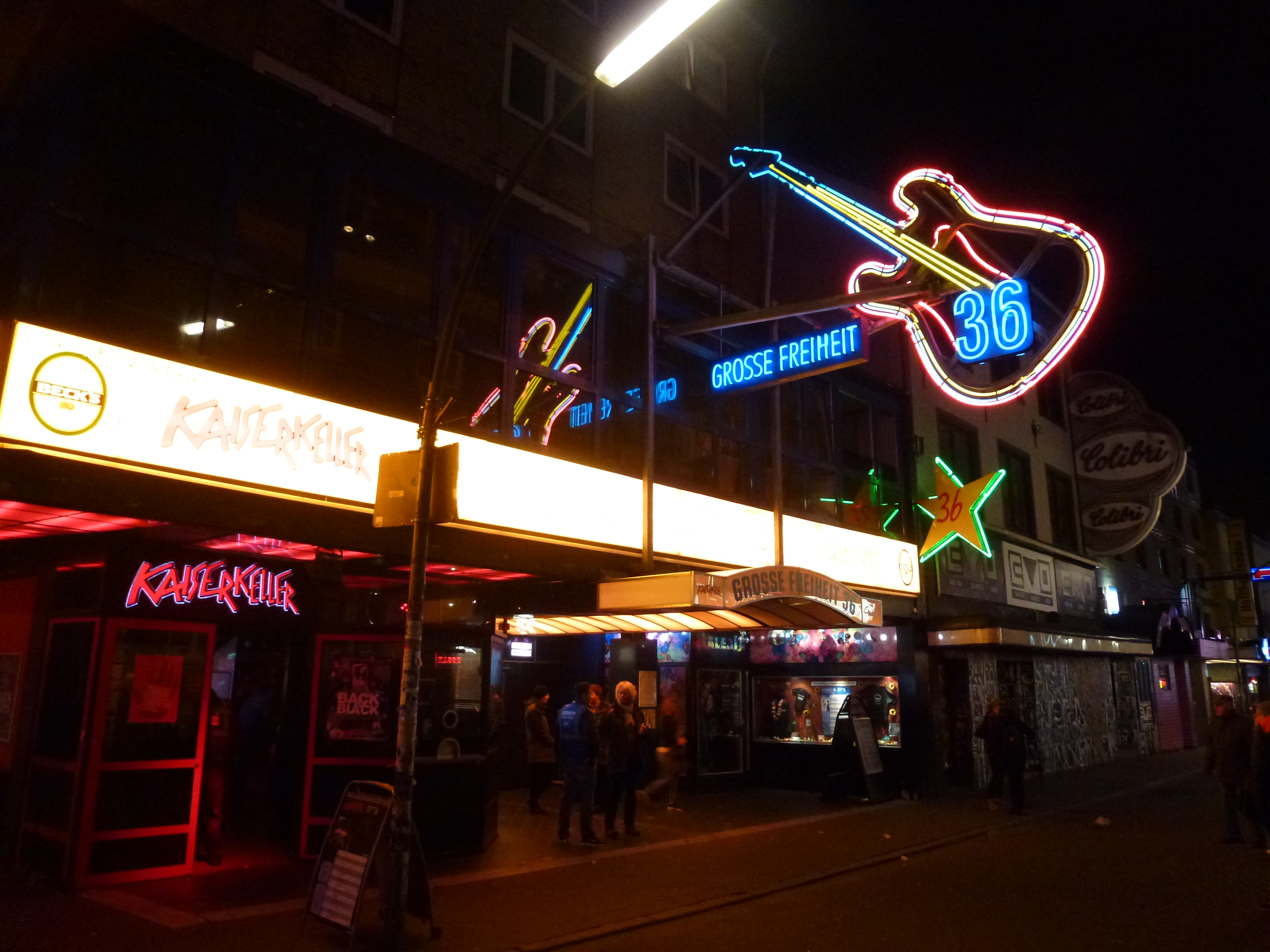
Musikclubs Kaiserkeller und Große Freiheit 36. Die Beatles spielten dort vom 4. Oktober bis zum 30. November 1960

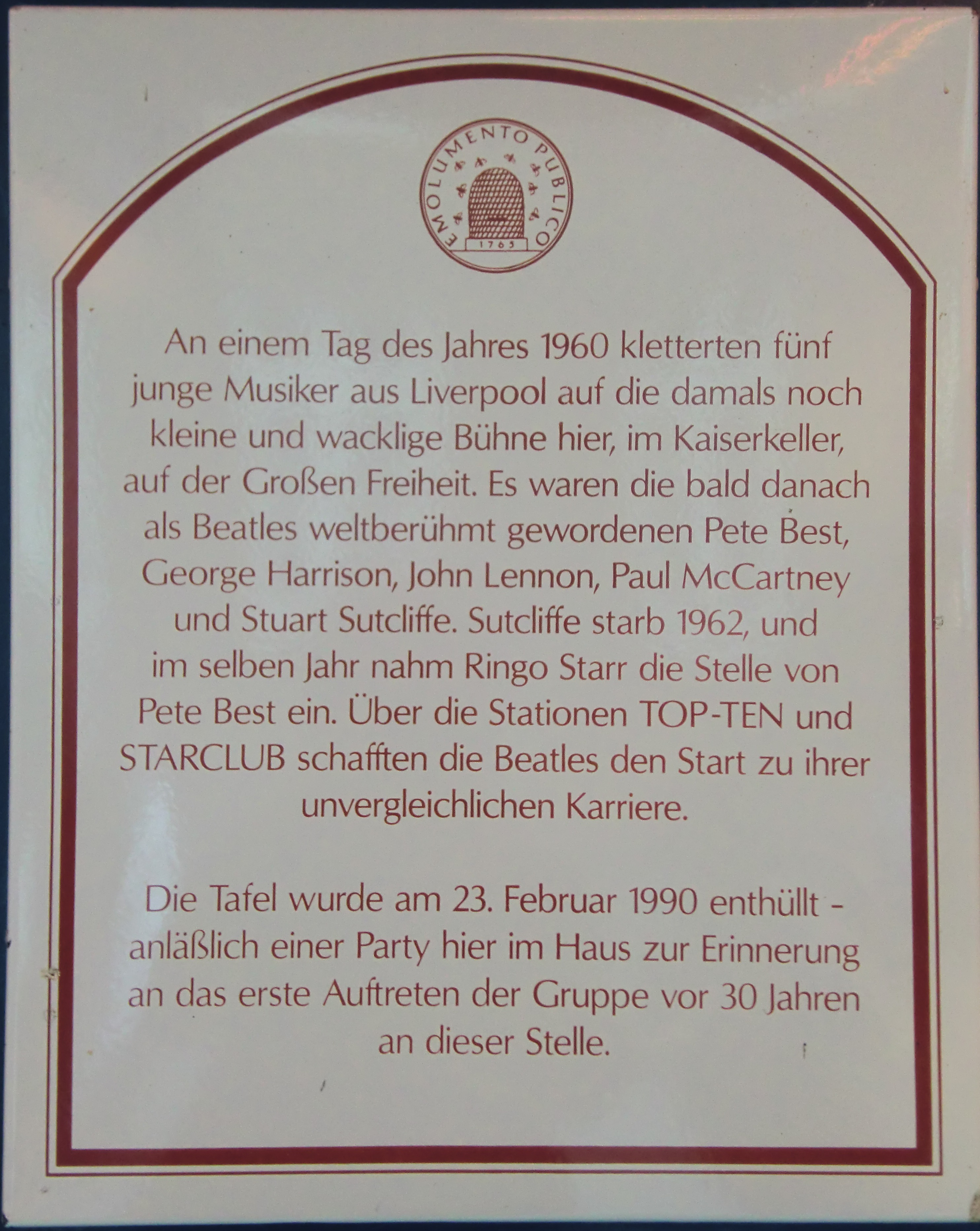
Gedenktafel vor dem Kaiserkeller

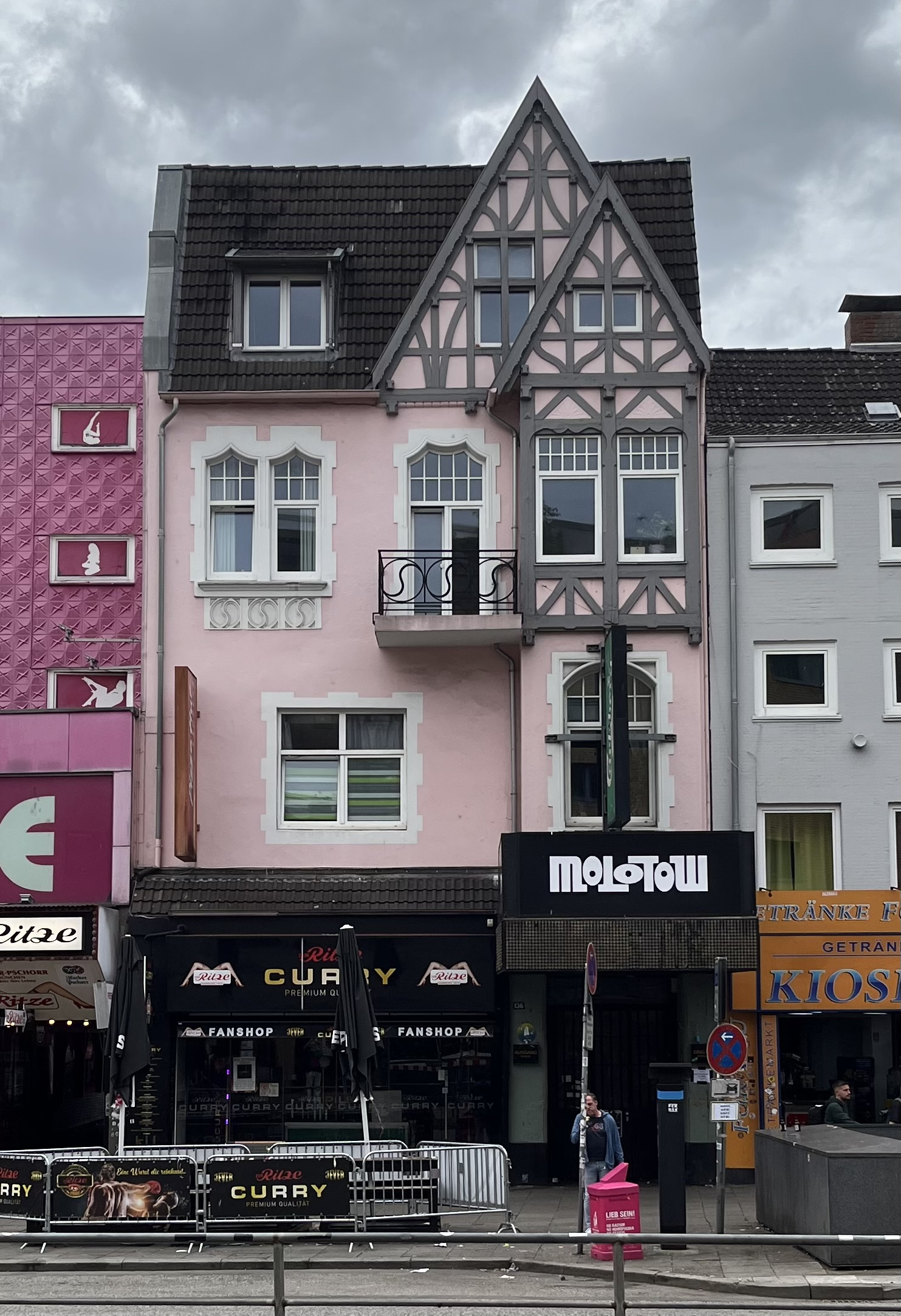
Das Molotow im ehemaligen Top Ten Club: Die Beatles spielten dort vom 1. April bis zum 1. Juli 1961

Am 17. August 1960 gab die Gruppe im Hamburger Rotlichtviertel St. Pauli mit ihrem neuen Schlagzeuger Pete Best ihr erstes Konzert unter dem Namen The Beatles. Von nun an spielten sie täglich im Indra, einem Stripclub an der berüchtigten Großen Freiheit. Nach und nach passten sich die Gruppenmitglieder dem spannungsgeladenen Umfeld aus Gewalt, Alkohol, Drogen und Sex an. Durch die bis zu neun Stunden dauernden Arbeitstage wurden Repertoire, Spontaneität und Selbstbewusstsein vergrößert.
Die Aufforderung des Clubbesitzers Bruno Koschmider, eine „Schau“ zu machen, mündete in wüsten Bühnenauftritten, die das Publikum anlockten und die Band zum angesagtesten Geheimtipp der Großen Freiheit machten. Weil der Indra-Club wegen Ruhestörung geschlossen werden musste, zogen die Beatles am 4. Oktober 1960 in den Kaiserkeller um.
Sutcliffe schrieb in seinen Briefen: „Wir haben uns seit unserer Ankunft enorm verbessert.“ „Seit ich hier bin, ist mir eines klar geworden, ich hasse Brutalität. Es gibt so viel davon hier in dieser Gegend.“
Während des Hamburg-Aufenthalts lernte Stuart Sutcliffe die Studentin Astrid Kirchherr kennen, mit der er sich im November 1960 verlobte.
Am 30. November hatten die Beatles ihren letzten Auftritt im Kaiserkeller und kehrten anschließend nach Liverpool zurück. Sutcliffe beschloss, in Hamburg bei seiner Freundin Astrid Kirchherr zu bleiben, nachdem McCartney und Best eine Woche nach dem letzten Auftritt im Kaiserkeller abgeschoben worden waren, die Hamburger Polizei Lennon und Sutcliffe Arbeitsverbot erteilt hatte und Lennon nach England zurückgefahren war. Er selbst wurde verdächtigt, das Kino von Bruno Koschmider in Brand gesetzt zu haben.
Sutcliffe schrieb dazu: „Im Kaiserkeller war letzte Woche Schluss. Die Polizei schritt ein, weil wir keine Arbeitserlaubnis hatten. Paul und Pete, der Schlagzeuger, wurden in Handschellen zum Flughafen gebracht und abgeschoben. Ich wurde der Brandstiftung beschuldigt, ich soll das Kino, wo wir schliefen, in Brand gesetzt haben. […] Also stellte ich mich mit Astrid an meiner Seite lächelnd der Polizei. […] Alle meine Sachen, auch meine Brille, wurden mir abgenommen, und ich wurde in einer Zelle eingesperrt, wo ich sechs Stunden ohne Essen und Trinken auf einer Holzbank sitzen musste. Dann musste ich eine Aussage auf Deutsch unterschreiben, dass ich mit dem Feuer nichts zu tun hätte, und sie ließen mich frei. […] Am nächsten Tag fuhr John zurück […].“
Am 27. Dezember 1960 spielten die Beatles ein Konzert in der Liverpooler Litherland Town Hall, bei dem die Gruppe ihren Status als „beste Band der Stadt“ festigte und erste Anzeichen der aufkommenden Popularität zu spüren bekam. Bei diesem und drei weiteren Auftritten wurde Sutcliffe durch den Studenten Chas Newby am Bass vertreten, da er in Hamburg bis zum 20. Januar 1961 (andere Quellen: bis Ende Februar 1961) blieb. Vom 1. April bis zum 1. Juli 1961 hatten die Beatles ein erneutes Engagement in Hamburg, diesmal im Top Ten Club. Stuart Sutcliffe spielte mit den Beatles dort nur noch gelegentlich und verließ während ihres Hamburg-Aufenthalts die Gruppe und verblieb in Hamburg.
Ab Juni 1961 konzentrierte sich Sutcliffe auf sein Studium an der Hochschule für bildende Künste Hamburg, für das er vom Senat der Stadt Hamburg mit einem kleinen Stipendium unterstützt wurde, sein Professor war Eduardo Paolozzi.
Sutcliffe fühlte sich wegen seiner beschränkten musikalischen Fähigkeiten nicht sehr wohl auf der Bühne. Sein Höhepunkt bei jedem Auftritt war es, das Lied Love Me Tender zu singen. Bei den Aufnahmen mit Tony Sheridan (My Bonnie etc.) am 22. und 23. Juni 1961 wirkte er musikalisch nicht mit. Paul McCartney, anfangs einer von drei Gitarristen, löste Sutcliffe am Bass ab. Klaus Voormann, Freund der Band und späterer Coverdesigner des Albums Revolver, erwarb Sutcliffes Instrument mit der Absicht, selbst der Band beizutreten. Dies scheiterte aber daran, dass sich auch McCartney bereits eine Bassgitarre gekauft hatte.
So bestanden die Beatles von Januar 1960 bis Juni 1961 aus fünf Bandmitgliedern. Nach dem Weggang Sutcliffes waren sie – einschließlich eines letzten Auswechselns im August 1962 (Pete Best durch Ringo Starr) – bis zu ihrer Auflösung 1970 vier Beatles geblieben.
Kurz vor seinem Tod trat er noch mit der Hamburger Band The Bats einige Male in Hamburg auf.
Sutcliffes Bedeutung für die Beatles lag weniger in seinem musikalischen Talent als in seiner Persönlichkeit. Er war der Erste, der die für die Beatles typische Pilzkopf-Frisur trug. Sein Stil, unterstützt durch seine Freundin Astrid Kirchherr, trug viel zum frühen „Beatles-Look“ bei.
Stuart Sutcliffe wurde auf dem Album Sgt. Pepper’s Lonely Hearts Club Band der Beatles neben diversen anderen Persönlichkeiten abgebildet.
Sutcliffes Zeit bei den Beatles und seine Beziehungen zu Kirchherr und Lennon sind Thema des Spielfilms Backbeat.

## Sutcliffe als Maler
Als Maler zeigte er schon in frühen Jahren beachtliches Talent. Die wenigen noch existierenden Werke zeigen sowohl Einflüsse von englischen und europäischen abstrakten Künstlern als auch die der amerikanischen Bewegung des abstrakten Expressionismus. Seine eher figürlichen Werke erinnern stark an die Kitchen Sink School und insbesondere an John Bratby. Seine späteren Werke lassen sich wegen des gefühlvolleren Stils eher mit John Hoyland und Nicolas de Staël vergleichen.
Paul McCartney meinte dazu: „[…] er wäre bestimmt ein großer Maler geworden, das konnte man schon an seinen Skizzen sehen.“

## Tod
Ende des Jahres 1961, nachdem er schon vorher des Öfteren unter starken Kopfschmerzen gelitten hatte, brach Stuart Sutcliffe in der Hochschule erstmals zusammen, einen weiteren Zusammenbruch hatte er im Februar 1962. Am 10. April 1962 starb Sutcliffe im Krankenwagen auf dem Weg ins Krankenhaus an einer Hirnblutung aufgrund eines rupturierten Hirnaneurysmas. Astrid Kirchherr saß neben ihm, als er starb.
Stuart Sutcliffe wurde auf dem Friedhof in Huyton östlich von Liverpool beigesetzt.
John Lennon sagte zum Tod von Stuart Sutcliffe: „Ich sah zu Stu auf. Ich verließ mich auf seine Meinung. Wenn er sagte, etwas sei gut, dann glaubte ich ihm.“
Paul McCartney: „Stuarts Tod war ein richtiger Schock für uns. Und ich fühlte mich auch ein wenig schuldig, weil ich früher nicht gerade sehr freundschaftlich mit ihm umgegangen war. Am Schluss wurden wir ganz gute Freunde, aber es gab schon ein paar Rangeleien, teilweise aus Eifersucht, weil wir beide um Johns Freundschaft buhlten; alle buhlten um Johns Freundschaft.“
George Harrison: „Kurz vor seinem Tod kam er noch einmal nach Liverpool, besuchte uns und verbrachte viel Zeit mit uns, als hätte er geahnt, dass wir uns nie wiedersehen würden. […] Sein Besuch in Liverpool war eine sehr herzliche Angelegenheit. Im Nachhinein denke ich, dass er etwas zu Ende bringen wollte.“
Sutcliffes jüngere Schwester Pauline veröffentlichte 2001 ein Buch mit ihren Memoiren, in dem sie die These vertrat, John Lennon sei am Tod ihres Bruders schuld, da die beiden in Hamburg eine Auseinandersetzung hatten, bei der Lennon Sutcliffe gegen den Kopf getreten haben soll. Andere Quellen führen Sutcliffes Tod auf eine Kopfverletzung zurück, die er bei einer Schlägerei nach einem Beatles-Konzert im Januar 1961 in der Liverpooler Lathom Hall erlitt und bei der Lennon und Pete Best ihn aus den Händen der angreifenden Schläger befreiten. Sutcliffe wurde hierbei am Kopf verletzt, Lennon brach sich den kleinen Finger. Sutcliffe lehnte damals jede Untersuchung ab und ging erst in Deutschland zum Arzt, als die Kopfschmerzen unerträglich wurden. Nach Aussage von Kirchherr litt Sutcliffe an einer seltenen Krankheit, die sein Gehirn wachsen ließ. Das führte zu den Schmerzen, zu zeitweiliger Erblindung und letztlich zu seinem Tod.

## Aufnahmen von und mit Stuart Sutcliffe
Im Frühling 1960 (laut Paul McCartney: April 1960) nahmen die Beatles in der Besetzung John Lennon, Paul McCartney, George Harrison und Stuart Sutcliffe im Haus der Familie McCartney in der Liverpooler 20 Forthlin Road auf einem Tonbandgerät mehrere Musiktitel auf. Die Forthlin Road Tapes sind die einzigen bekannten Aufnahmen von Stuart Sutcliffe mit den Beatles.
Folgende Titel wurden offiziell auf dem Album Anthology 1 im November 1995 veröffentlicht:
1. Hallelujah, I Love Her So (Ray Charles)
2. You’ll Be Mine (Lennon/McCartney)
3. Cayenne (McCartney)

Weitere Titel sind bisher nur als Bootleg erschienen:
1. Matchbox
2. One After 909
3. I’ll Follow the Sun
4. Well, Darling
5. Hello Little Girl
6. That’s When Your Heartaches Begin
7. Wild Cat
8. I’ll Always Be in Love with You
9. Some Days
10. The World Is Waiting for the Sunrise
11. You Must Write Every Day
12. Movin’ and Groovin’
13. Ramrod

Außerdem diverse unbetitelte Instrumentalversionen.
Im Jahr 2011 wurde das von Sutcliffe eingesungene Lied Love Me Tender als Download veröffentlicht. Laut der Schwester von Stuart Sutcliffe, Pauline, entstand die Aufnahme wahrscheinlich im Jahr 1961 in Hamburg und stammt von einer Polydor-Acetatpressung oder einem Tonband.